# Oxyglypta
Oxyglypta is een geslacht van vliesvleugeligen uit de familie Pteromalidae. De wetenschappelijke naam van dit geslacht is voor het eerst geldig gepubliceerd in 1856 door Förster.

## Soorten
Het geslacht Oxyglypta is monotypisch en omvat slechts de volgende soort:
- Oxyglypta rugosa Ruschka, 1912